# 22 de l'Àguila
22 de l'Àguila (22 Aquilae) és una estrella de la constel·lació d'Aquila. Té una magnitud aparent de 5,59.